# Diario di una mummia impazzita
Diario di una mummia impazzita (Diary of a Mad Mummy) è il secondo librogame appartenente alla serie di racconti speciali della serie horror per ragazzi Piccoli brividi, scritta da R. L. Stine. Insieme al libro era allegato un calendario, i cui mesi ritraevano le copertine di altri romanzi della serie.
Il volume è il decimo della serie originale Give Yourself Goosebumps, la quale è composta da quarantadue libri-game dov'è il lettore a scegliere il finale della storia in base alle decisioni prese. Di questa serie, tuttavia, solo quattro libri sono stati pubblicati in Italia.

## Struttura
Il protagonista del racconto è il lettore stesso. Mentre sei in vacanza con la tua famiglia, hai la possibilità di vedere una mostra di manufatti egizi e una mummia in un museo egizio di San Francisco in California. Ma quando arrivi dove la mummia dovrebbe essere tutto quello che trovi è una pila di bende e un vecchio diario pieno di voci che sembrano essere state scritte dallo stesso Mr. Mummy. Se toccherai le bende, esse ti si avvolgeranno intorno a te e diverrai tu stesso una mummia. Se decidi di usare gli indizi nel diario per trovare una sorpresa incredibile, ti troverai a cercare tra le piramidi in Egitto.
A questo punto, nella storia, saranno presenti 22 finali in base alle scelte che prenderai durante la lettura.

### Finali negativi
- La mummia trasforma te e Derek in mummie e ti porta in cima alla Coit Tower, dove ha intenzione di condurre un rituale che lo farà tornare in vita. Lo spingi fuori dall'edificio, distruggendolo, ma questo fa ridurre te e Derek in polvere. Il vento soffia i tuoi resti polverosi fino in Egitto.
- La mummia ti trascina verso un sarcofago. Cerchi di scappare dalla mummia, ma è così forte che ti stacca un braccio.
- Decidi di lasciare che la mummia prenda tua sorella Susie invece di te stesso. La mummia ti definisce stupido prima di portare via Susie con sé. Susie aiuta la mummia a tornare in vita e loro due diventano famosi e ricchi. Alla fine, si rifiutano di condividere la loro fama con te.
- Come mummia, sei esaminato dai medici, che trovano un chip nel tuo cervello, dimostrando che gli antichi egizi hanno inventato la moderna tecnologia informatica. Sei considerato un prodigio scientifico e diventi famoso. Dopo un po', ti stanchi di questo e vuoi tornare dalla tua famiglia. Cerchi di scrivere una nota chiedendo ai dottori di aiutarti, ma la tua scrittura emerge come geroglifica, quindi non hai modo di comunicare.
- Come mummia, sei catturato da due guardie del museo che ti portano su una barca, progettando di venderti. Ma poiché hai rimosso le bende, il tuo corpo sta marcendo velocemente. Le guardie ti gettano in mare in acque infestate dagli squali ed essi ti mangiano.
- Il direttore del museo ti tiene come una mummia e ti mette in un armadietto, volendo farti parte della mostra.
- Derek ti trova nel seminterrato e ti riporta dai tuoi genitori. Sono furiosi per aver lasciato Susie sola e che te ne sia andato senza dirlo a nessuno. Vieni messo in punizione per un mese.
- Dopo essere finito in Egitto, riponi il diario della mummia nella sua tomba, quindi usi un portale magico per ritornare a San Francisco. Prendi l'ascensore per tornare al tuo hotel; ma quando le porte si aprono, la mummia è in piedi sulla soglia. La mummia è arrabbiata con te per aver rubato il suo diario ed essere entrato nella sua sacra camera funeraria senza essere invitato. È implicito che ti uccida brutalmente.
- Due criminali egiziani rubano il tuo cammello e ti lasciano bloccato nel mezzo del deserto.
- Bevi della limonata blu, che viene drogata. Rimani incosciente e il diario viene rubato. Poiché la storia ruota attorno al diario, non puoi andare oltre. L'autore del libro ti rimprovera per aver bevuto qualcosa che ovviamente non era sicura.
- Non bevi la limonata. L'uomo con cui stavi parlando risulta essere un agente dell'FBI che ti accetterà in uno speciale programma di addestramento. Prendi un sorso celebrativo di limonata, ma è drogata e l'agente ti elimina subito. Questo significa che hai fallito il test per unirti all'FBI, quindi non puoi diventare un agente segreto.
- Vieni inseguito da un coccodrillo, quindi gli lanci un po' di Fruity Bites (caramelle al gusto di frutta). Ma il coccodrillo ti segue in giro per ottenerne di più e alla fine le finisci. Ti vede come un Fruity Bite ed è implicito che tu venga divorato dal coccodrillo.
- Cerchi di superare un coccodrillo in acqua, ma non ce la fai e il coccodrillo ti divora.
- Chiedi alla star del cinema Illinois Smith di tradurre il diario per te, pensando che lo capirà poiché interpreta un archeologo. Pensa che tu stia chiedendo il suo autografo, quindi scarabocchia il suo nome nel diario, coprendo completamente i geroglifici che volevi che decifrasse.
- Cadi in una profonda buca di catrame dove vieni bollito vivo.

### Finali positivi
- La mummia si rivela essere un robot che fa parte di una prodezza pubblicitaria. Puoi partecipare e giocare con i controlli.
- La mummia usa te e tuo fratello Derek in un rituale per tornare in vita. Una volta tornato in vita, ti ringrazia per il tuo aiuto prima di scomparire in città. Tu e Derek tornate al vostro hotel, ma il display della mummia non è più lì.
- Conosci le parole giuste per riportare in vita la mummia. Svanisce e ti lascia tutto il suo tesoro.
- Il diario risulta essere stato uno scherzo elaborato di Derek. Tuttavia, manca la vera mummia. Supponi che questa sia una coincidenza e ti godi le vacanze a San Francisco. Quando torni a casa, leggi un titolo di giornale che dice che la mummia è stata rubata dai ladri nella notte in cui hai visitato la mostra.
- I geroglifici nel diario risultano essere recensioni per un ristorante in Egitto.

### Finali ambigui
- La mummia ti chiede di aiutarlo a riavere la sua giovinezza, quindi lo porti per un trattamento termale. Questo lo fa sembrare più giovane di qualche secolo. La mummia ti ringrazia per il tuo aiuto e se ne va. Tuttavia, quando torni in hotel, c'è un nuovo diario. La mummia pensa che tu sia così saggio che intende seguirti per sempre.
- Dopo aver cambiato corpo con la mummia, provi ad avvisare la tua famiglia dell'accaduto. La mummia (con le tue sembianze) dice ai tuoi genitori di chiamare la polizia. Gli agenti di polizia arrivano e presumono che tuo padre abbia vandalizzato l'esposizione della mummia, quindi lo arrestano. A questo punto, la mummia ride male, rendendo tutti sospettosi di lui. Tua madre ti riconosce come tua sorella. Il libro ti assicura che questo è un buon finale, ma non è chiaro se riprendi il tuo corpo originale.
- Ti scambi nuovamente di corpo con la mummia e viene rimandata al suo sarcofago. Tuttavia, nel corso della giornata, scopri che il diario contiene una nuova voce scritta dalla mummia, che afferma che ha intenzione di fuggire di nuovo presto e vendicarsi.

## La copertina
A differenza delle copertine della serie originale di Piccoli brividi, realizzate da Tim Jacobus, Mark Nagata si è occupato della realizzazione delle copertine della collana Give Yourself Goosebumps insieme a Craig White. La copertina, appunto, è stata realizzata da Nagata e raffigura una mummia dallo sguardo folle la quale regge nella mano destra una provetta piena di liquido verde mentre nell'altra una penna con la quale scrive velocemente un antico libro pieno di geroglifici.

## Edizioni
- R. L. Stine, Diario di una mummia impazzita, traduzione di Alessandra Padoan, collana Piccoli brividi, Arnoldo Mondadori Editore, 1998.